# Gare du Palais (Québec)
Ne doit pas être confondu avec Gare du Palais (Haute-Vienne).
La gare du Palais est une gare ferroviaire et routière située à Québec. Cette gare d'importance sert de terminus pour Via Rail Canada de la liaison Montréal-Québec ainsi que pour le transport interurbain par autocars pour cinq compagnies dont Orléans Express et Intercar. Construite en 1915, la gare du Palais est notamment désignée comme « gare ferroviaire patrimoniale » par la Commission des lieux et monuments historiques du Canada en 1992. Devant la gare se trouve la place Jean-Pelletier, nommée en l'honneur de l'ancien maire de la ville de Québec, Jean Pelletier.

## Histoire

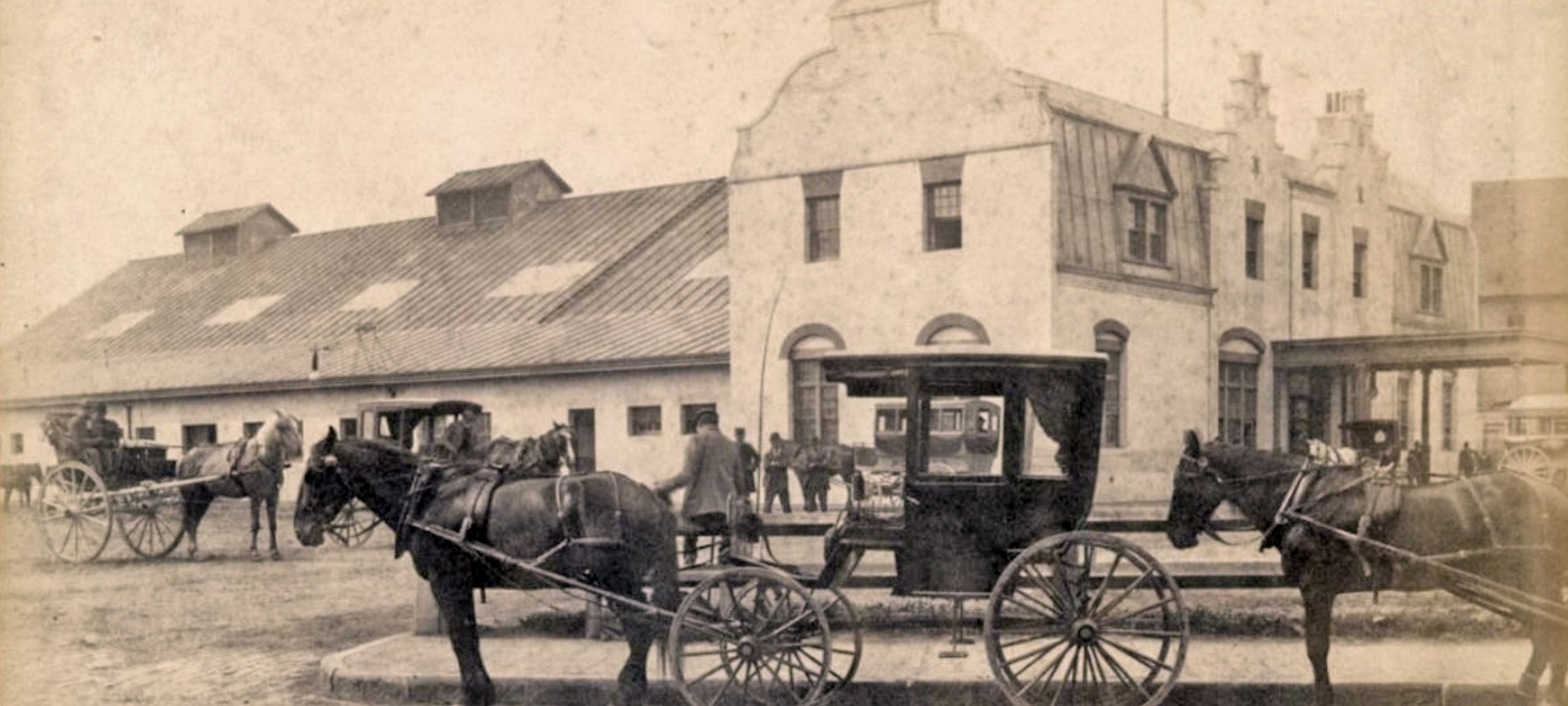
Gare du Palais vers 1884.

Dès 1850, la révolution ferroviaire s’étend à travers le Canada, mais la ville de Québec demeure isolée sur la rive nord du fleuve St-Laurent. Deux entreprises privées échouent à trouver du financement, le Grand Trunk Railway s’y opposant auprès des financiers de Londres. Finalement, la ville offre une subvention d’un million de dollars au North Shore Railway (NSR), fondé par la bourgeoisie de Québec, pour relier par chemin de fer Québec à Montréal le long de la rive nord du fleuve; le pont ferroviaire de Québec ne sera construit, par le National Transcontinental Railway, qu'en 1917.
Vers 1872, le NSR construit la première gare du Palais à l'emplacement de la gare actuelle. En 1875 le NSR, à court de fonds, transfère ses actifs au Gouvernement du Québec qui crée le chemin de fer Québec, Montréal, Ottawa & Occidental (QMO&OR), un chemin de fer de Québec à Ottawa qui prend service en fin 1877. De 1880 jusqu'à 1890, le Quebec and Lake St-John Railway (QLSJR) emprunte le QMO&OR pour entrer dans la ville de Québec par l'ouest et rejoindre la gare du Palais (les horaires de train de l'époque indiquent déjà "Palais Station" parce qu'elle est située près de la côte du Palais). En 1882, le QMO&OR vend au Canadien Pacifique la section Montréal-Ottawa puis en 1885, la section Québec-Montréal.

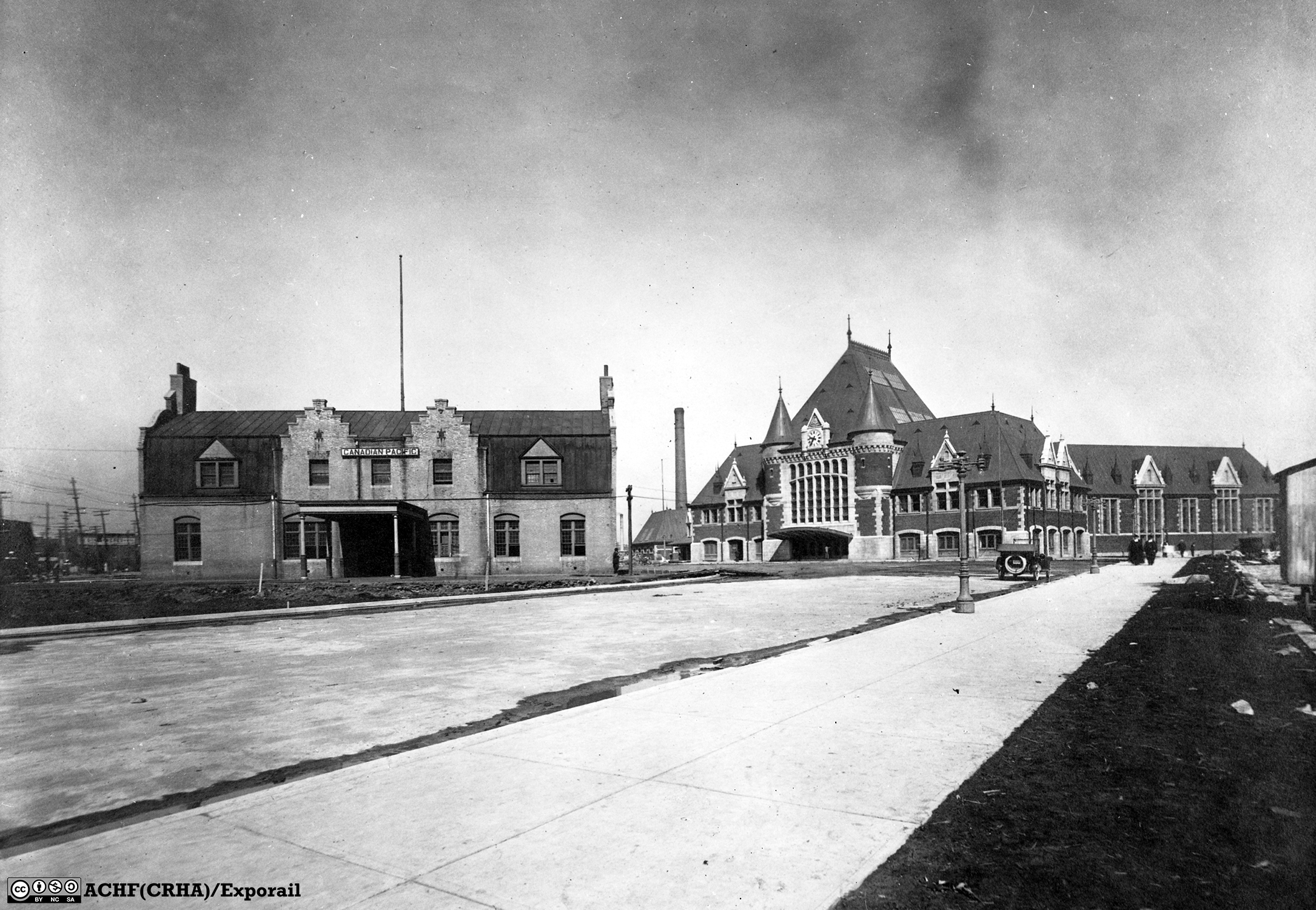
Gare du Palais, printemps 1916. L'ancienne gare à gauche sera détruite dans les mois qui suivent.

Le Canadien Pacifique commence la construction de la gare actuelle en 1915 et il est prévu de démolir la gare existante au printemps 1916. La nouvelle gare est inaugurée le 10 août 1916. Elle est conçue par l'architecte Harry Edward Prindle, selon le style château de la Loire : 

« L'extérieur est en granite d’Argenteuil, en pierre calcaire de Deschambault et en brique Citadelle avec des toits en pente recouverts de cuivre. Au-dessus de l’entrée, une fenêtre de 40 pieds contient les armoiries de sept personnages historiques de Québec : Montmagny, de Tracy, Beauharnois, Montcalm, Wolfe, Frontenac et Talon. Au pied des tourelles sont sculptées les cartouches représentant la fleur de lys Française, la rose Tudor, le chardon Écossais et le trèfle Irlandais. En haut du toit on retrouve une horloge ornementale de huit pieds de diamètre surmontée par les armoiries de la ville. Le hall de la billetterie mesure 65 par 45 pieds avec, à 60 pieds de hauteur, un puits de lumière en vitrail où est inséré le tracé du CPR. La salle des pas perdus mesure 125 par 62 pieds avec plafond de 40 pieds de haut. Les symboles héraldiques des peuples fondateurs apparaissent sur la brique intérieure. »

Des briques rouges avec la rose Tudor, le chardon écossais, le trèfle irlandais ou la feuille d'érable, et des briques bleues avec la fleur de lys dorée forment une bordure autour de la salle.

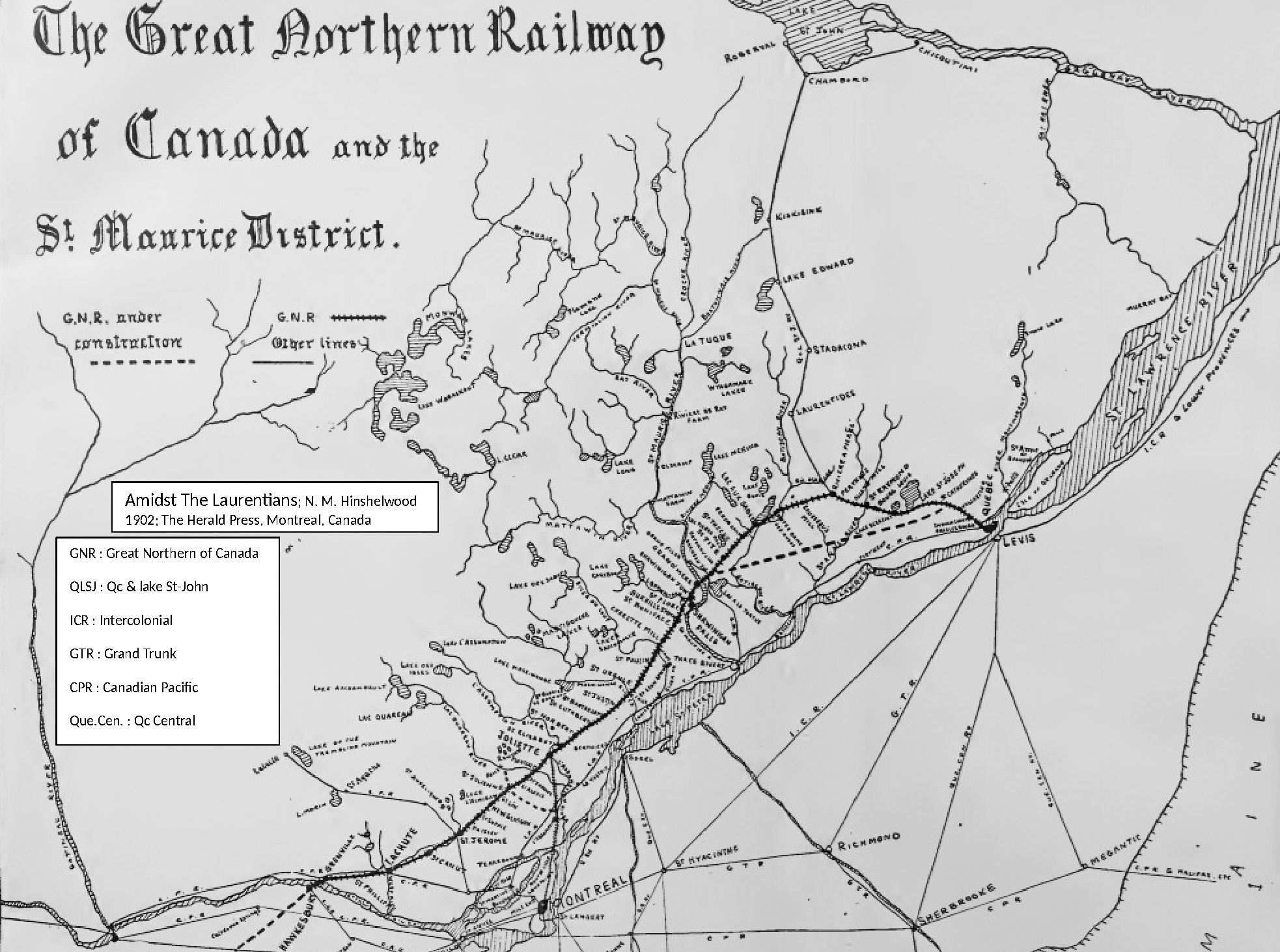
Carte de 1902 du Great Northern Railway et autres voies ferrées au Québec.

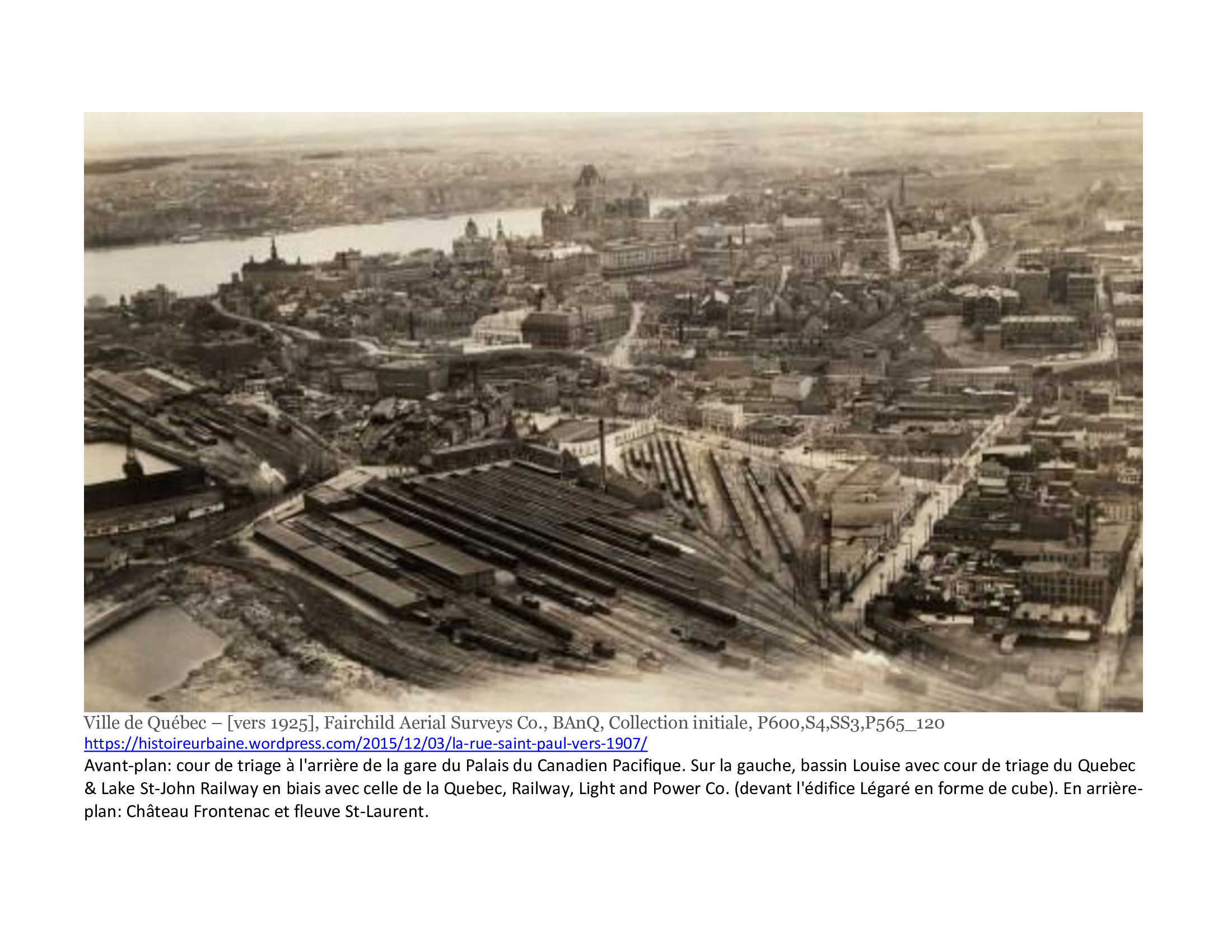
Cour de triage de la gare en 1925.

La nouvelle gare du Palais s'appelle officiellement la gare Union parce que le Canadien Pacifique partage la gare avec le National Transcontinental Railway et, après la construction du pont de Québec en 1917, le Quebec Central Railway; mais le Canadien National utilise jusqu'en 1929 l'ancienne gare du QLSJR, construite en 1891 au carré Parent, à proximité. La gare du Quebec Railway Light and Power Co, qui dessert Ste-Anne de Beaupré, est aussi située tout près (ancien Quebec Montmorency & Charlevoix Railway).

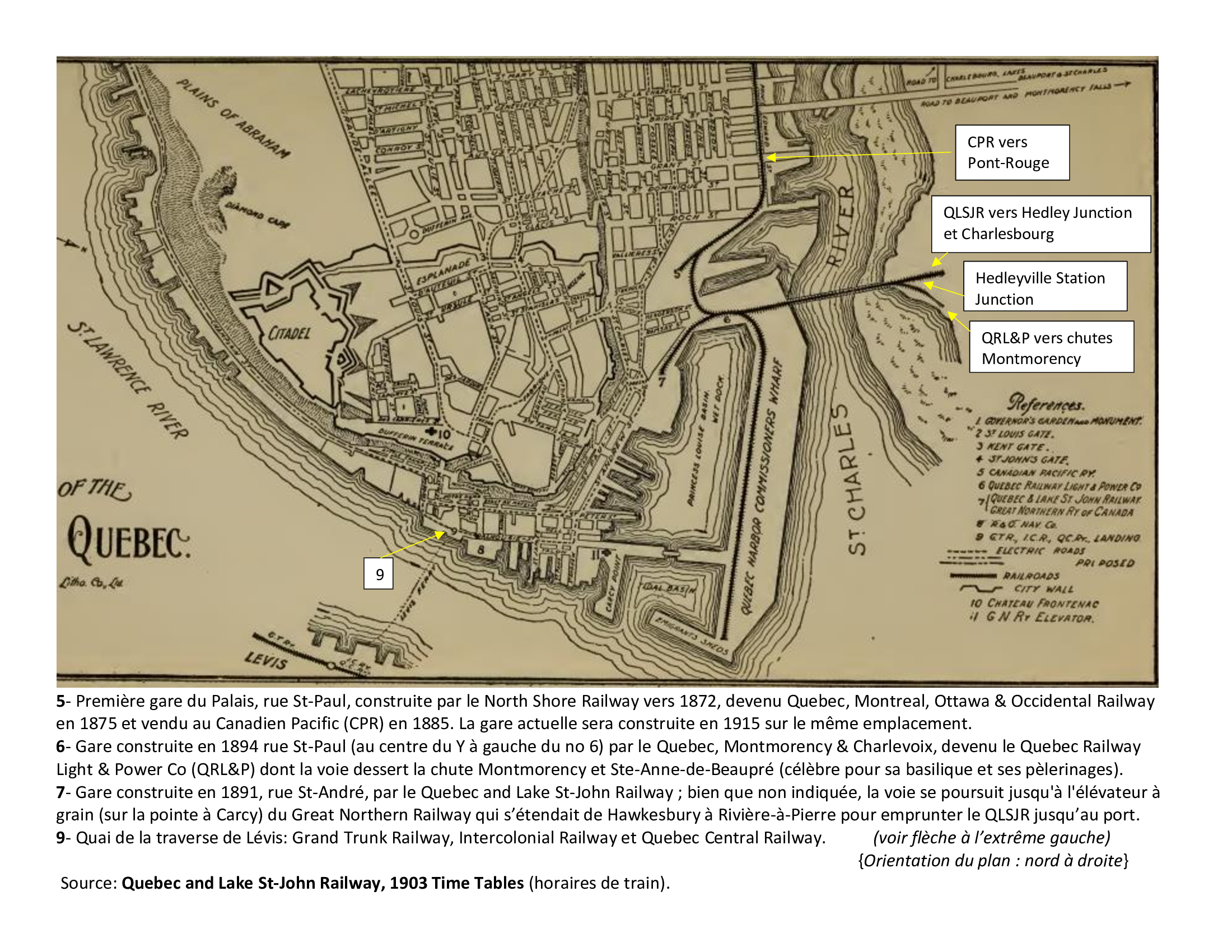
Emplacement des 3 gares.

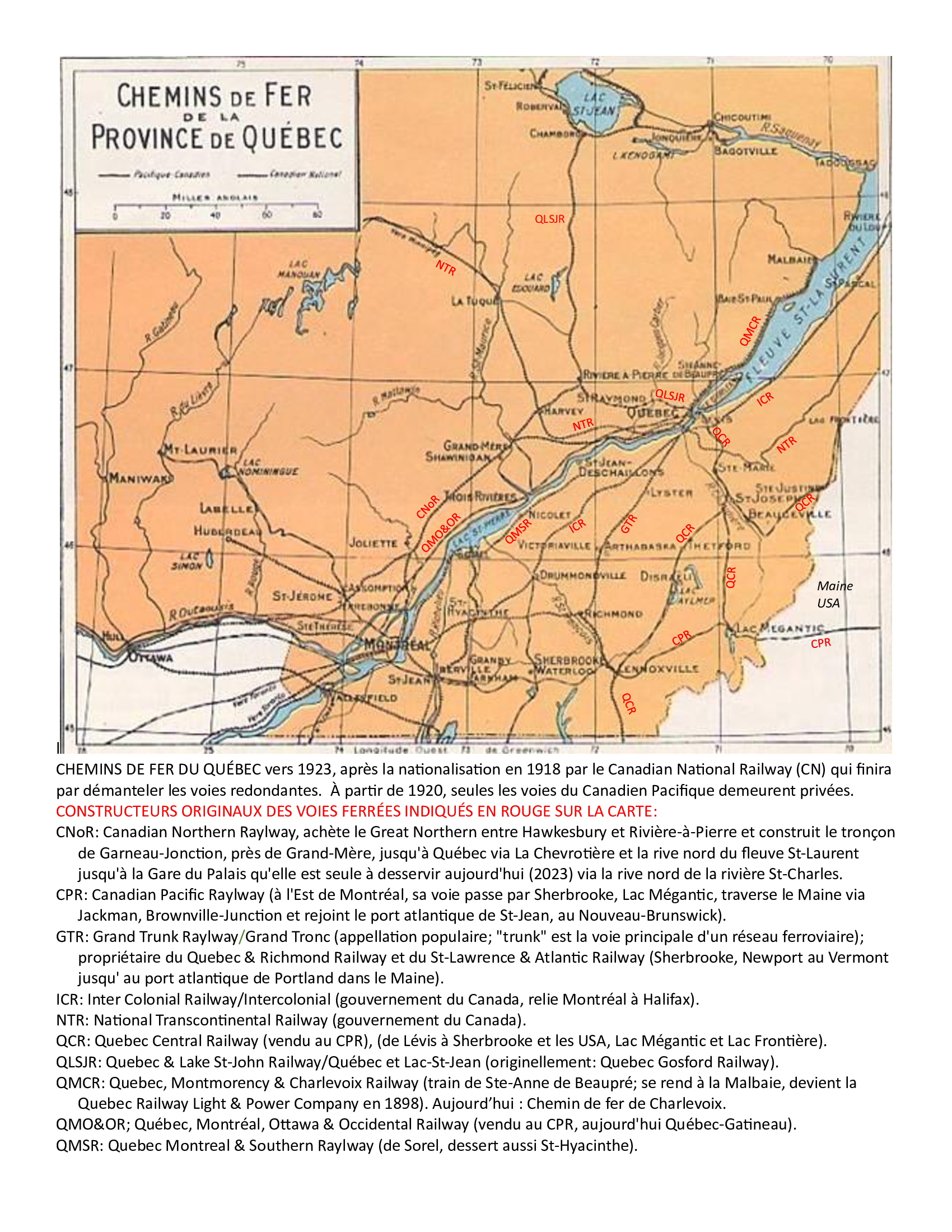
Chemins de fer en 1923 avec identification des constructeurs originaux en rouge.

En pratique, les deux gares du Palais accueillent les passagers de neufs chemins de fer différents: le Quebec, Montreal, Ottawa & Occidental Railway (devient le Canadian Pacifique), le Quebec and Lake St-John Railway dès 1880, le Great Northern Railway of Canada en 1900 (Ottawa/Hawkesbury/Québec via le QLSJR à Rivière-à-Pierre), le Quebec, Montmorency & Charlevoix (devient le Quebec Railway Light & Power Co) dès la construction du pont ferroviaire tournant sur la rivière St-Charles en 1890, le Canadian Northern Railway (qui achète le Great Northern et la majorité des parts du QLSJR et construit, en 1909, une voie de Garneau Junction au nord de Grand-Mère jusqu'à Hedley Junction du QLSJR), le National Transcontinental Railway en 1917 (qui construit le pont de Québec et est le troisième transcontinental après le CPR et le CNoR) ainsi que le Grand Trunk Railway, le Quebec Central Railway et l'Intercolonial Railway dont les passagers utilisaient un traversier à partir de Lévis avant la construction du pont de Québec.
En 1915, le gouvernement du Canada crée le « Canadian Government Railways » (CGR) pour superviser les chemins de fer qui lui appartiennent dont le chemin de fer Intercolonial complété en 1876 pour relier les Maritimes au Québec et le National Transcontinental Railway  qui vient d'être terminé. En 1918, le CGR devient le chemin de fer Canadien National (CN) et le gouvernement canadien (dont la volonté de construire le NTR dans le nord peu peuplé des provinces a causé la situation) entreprend un programme de 3 ans pour rationaliser les entreprises ferroviaires en difficultés financières et nationalise, entre autres, le QLSJR, le CNoR, le Grand Tronc du Pacifique (qui devait exploiter le NTR) et le Grand Tronc.
En 1976, lors de la construction de l'autoroute Dufferin-Montmorency, la gare est expropriée par la ville. La cour de triage et la voie ferrée, à l'ouest de la gare, sont enlevées jusqu'à l'arrêt Cadorna, au centre industriel St-Malo où le CP construit une nouvelle gare (5 kilomètres à l'ouest de la gare du Palais, près de la rue St-Sacrement). Le CN utilise alors sa gare de Sainte-Foy, à l'ouest du pont de Québec. Le 2 décembre 1979, la gare de Sainte-Foy devient la gare pour les passagers de Via Rail.
Le 8 novembre 1985, la gare intermodale est rouverte après des rénovations au coût de 28 millions de dollars. Comme les rails le long de la rive sud de la rivière St-Charles ont été démantelés, c'est à partir du croisement Allenby (des voies du CP et du National Transcontinental), à l'ouest du centre-ville, que le train traverse sur la rive nord de la rivière St-Charles. Il emprunte la division Lairet du CN (construite par le CNoR) jusqu'à la Jonction Hedley et descend vers le sud pour rejoindre la gare du Palais en retraversant la rivière St-Charles près du port sur le pont actuel construit en 1919 par le CN. Au nord de la Jonction Hedley, la voie du QLSJR vers Rivière-à-Pierre a été abandonnée en 1997, le CN pouvant toujours s'y rendre puisqu'il a relié des portions de voies du CNoR, du National Transcontinental et du Great Northern via Hervey Jonction. Le Canadien Pacifique n'a plus accès à la ville de Québec, sa voie ferrée sur la rive nord du fleuve St-Laurent ayant été vendue aux Chemins de fer Québec-Gatineau en 1997.
La gare du Palais a été désignée gare ferroviaire patrimoniale le 4 juin 1992 par la Commission des lieux et monuments historiques du Canada. "Elle constitue un autre exemple de construction de style Château qui marque le paysage urbain de Québec, comme en font foi le manège militaire (1887; reconnu par la CLMHC en 1986), le Château Frontenac (1892-1893; reconnu en 1980) et l’ancien bureau de poste situé à côté (1938, classé par le Bureau d'examen des édifices fédéraux du patrimoine en 1990), ce dernier formant avec la gare un ensemble majestueux",

## Toponymie
La rue de la Gare-du-Palais a été nommée sous ce nom et est située près de cet édifice depuis 1986. Cette voie doit son nom au palais de l'Intendant de la Nouvelle-France, aménagé en 1688.
La place Jean-Pelletier portait, auparavant. le nom de place de la Gare en honneur de sa localisation près de la gare. Elle porta ce toponyme entre 1997 et 2014.

## Galerie

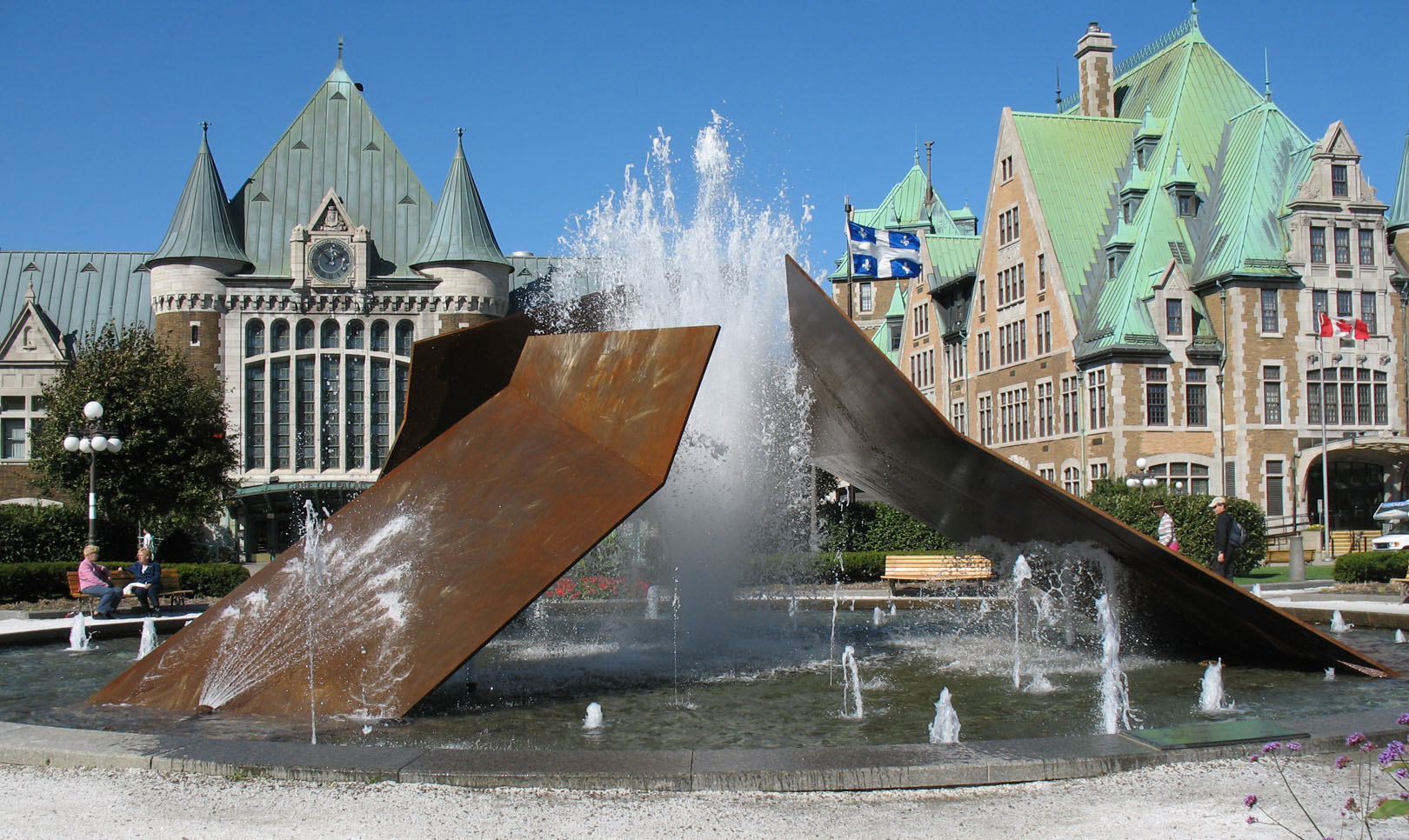
Devant la gare, la fontaine de Charles Daudelin, Éclatement II, 1999 (ancien bureau de poste à droite)
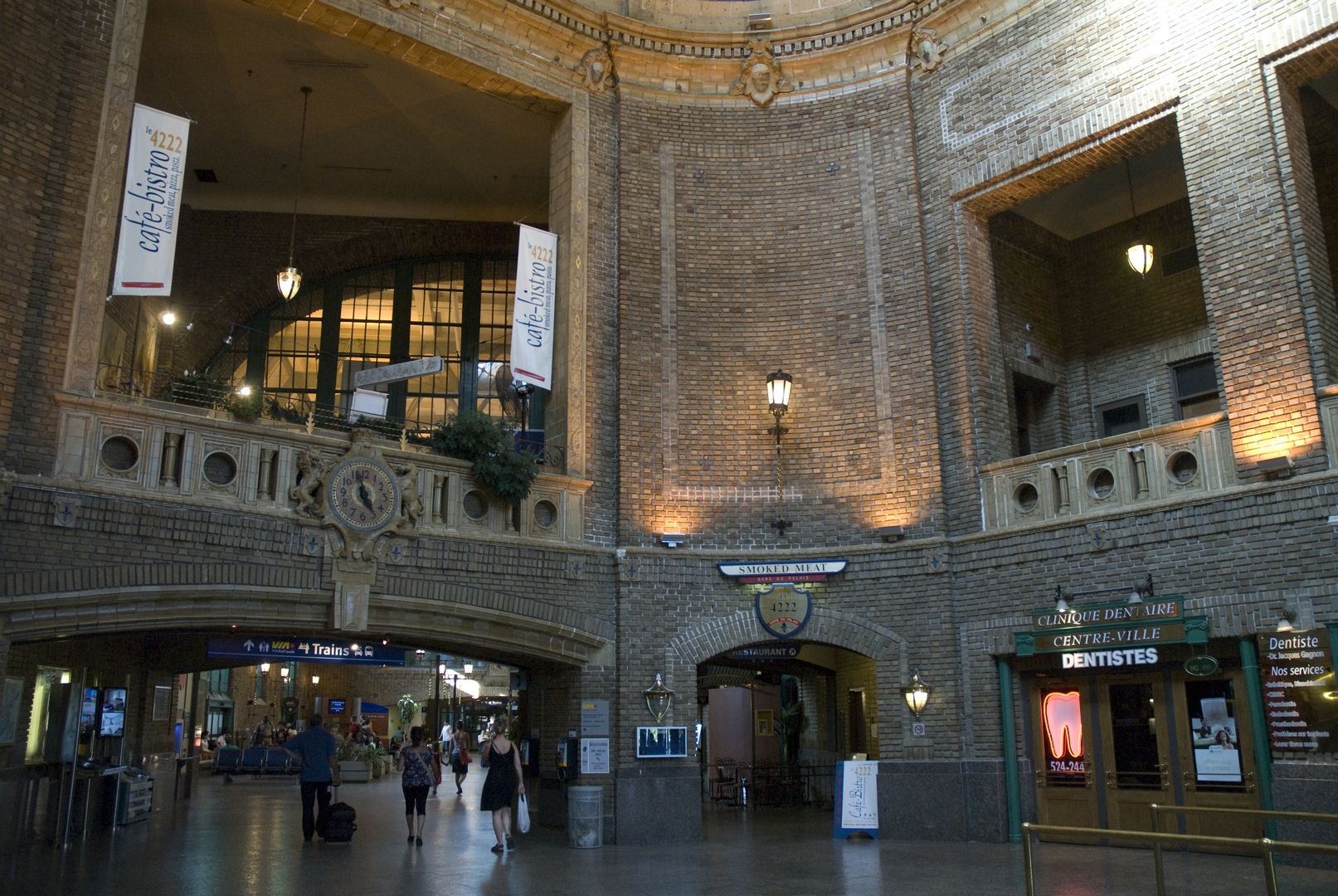
Vue intérieure
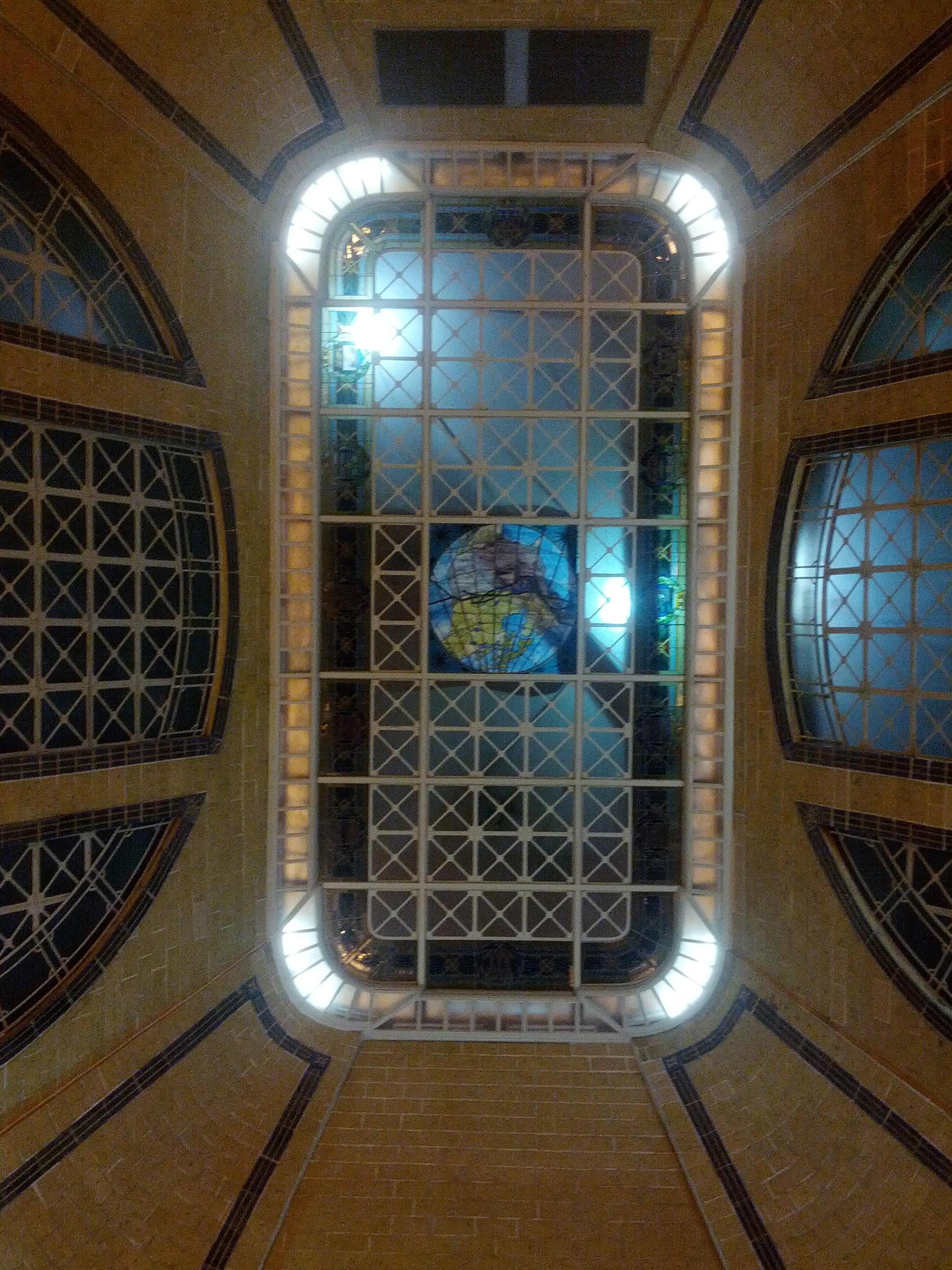
Verrière au plafond
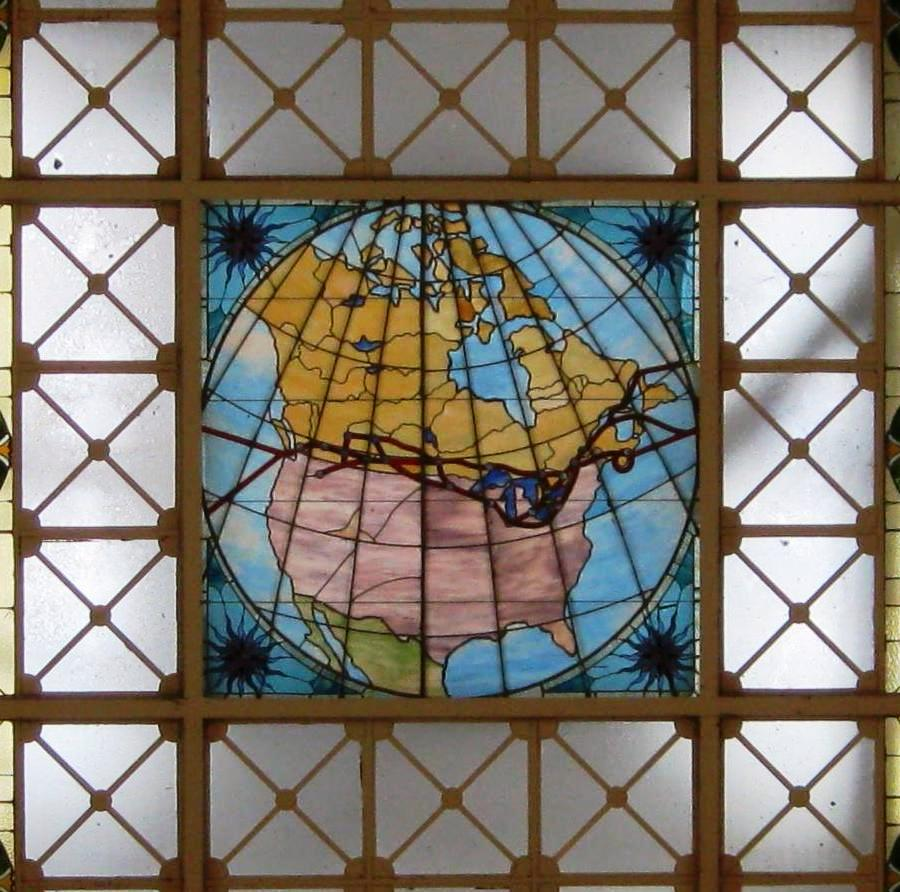
Partie centrale de la verrière avec trajet transcontinental (photo inversée, section de vitrail installée à l'envers à l'origine).
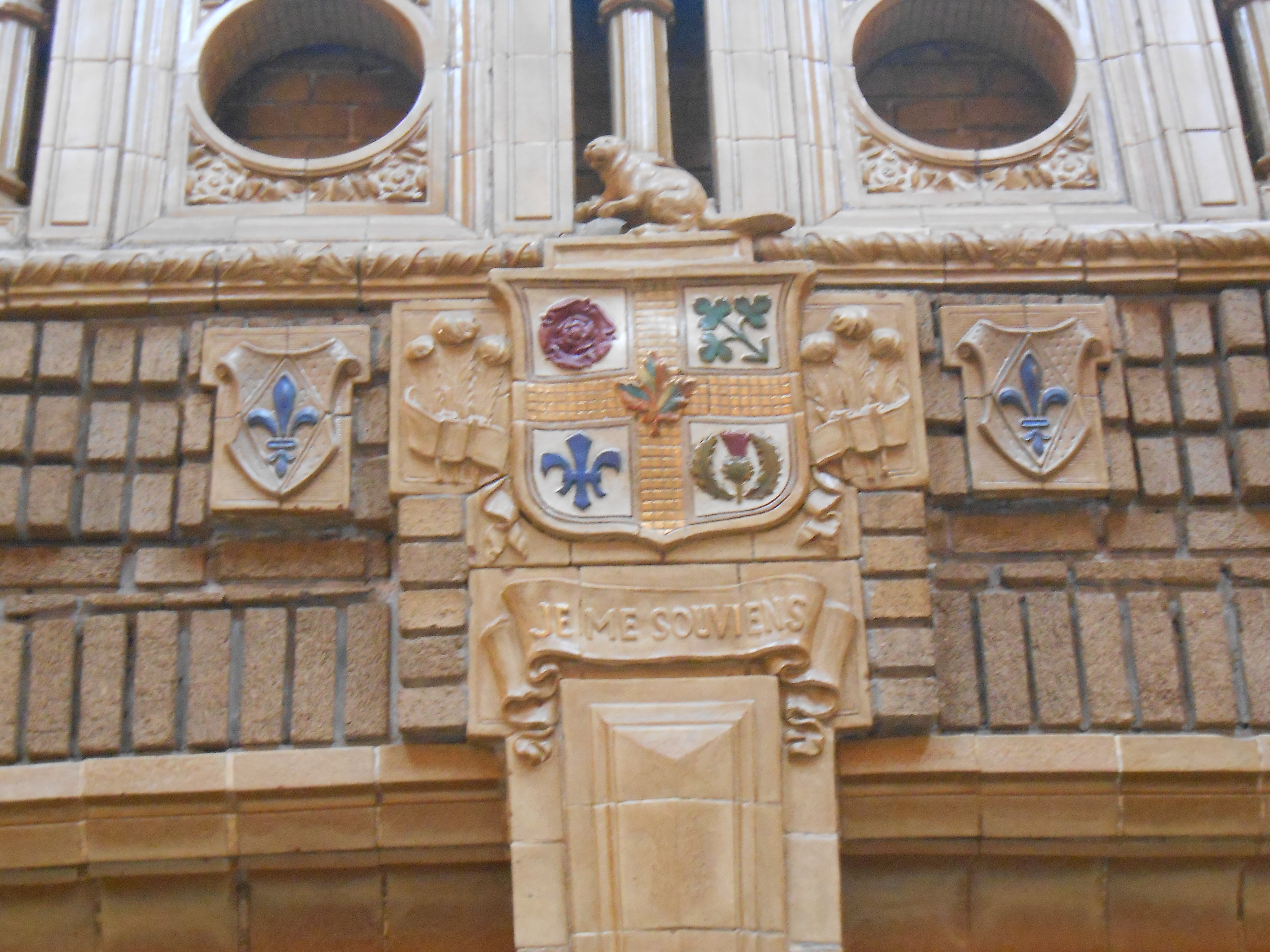
Cartouches au pied des tourelles: rose Tudor anglaise, trèfle irlandais, fleur de lys française et chardon écossais.
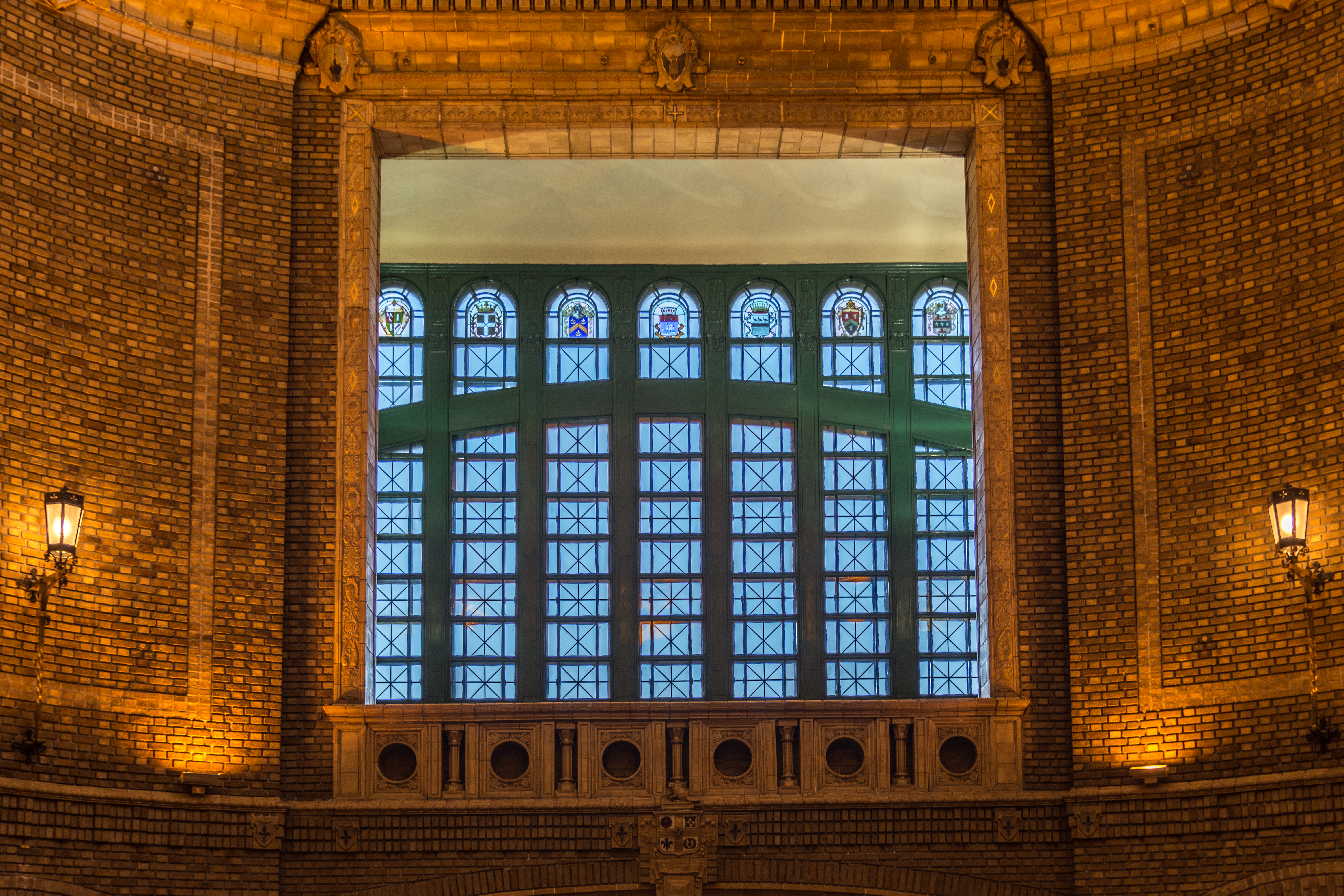
Fenêtre de 40 pieds avec armoiries de : Montmagny,Tracy, Beauharnois, Montcalm, Wolfe, Frontenac et Talon.

## Desserte

### Trains
| Origine  | Arrêt précédent | Train | Train                 | Train | Arrêt suivant | Destination |
| -------- | --------------- | ----- | --------------------- | ----- | ------------- | ----------- |
| Montréal | Sainte-Foy      |       | Train Montréal-Québec |       | Terminus      | Terminus    |

### Autobus urbains
- Parcours 1 : vers Gare maritime ou Station Belvédère
- Parcours 11 : vers Gare fluviale ou Pointe-de-Sainte-Foy
- Parcours 18 : vers Université Laval
- Parcours 25 : vers Pointe-de-Sainte-Foy
- Parcours 54 : vers Terminus Beauport ou Vieux-Québec ou Sainte-Thérèse-de-Lisieux
- Parcours 107 (Express) : vers Pointe-de-Sainte-Foy
- Parcours 133 (Express) : vers Terminus du Zoo ou Vieux-Québec
- Parcours 214 et 215 (Express) : vers Cap-Rouge
- Parcours 283 (Express) : vers Champigny
- Parcours 290 (Express) : vers Loretteville
- Parcours 292 et 294 (Express) : vers Saint-Augustin-de-Desmaures
- Parcours 800 (Métrobus) : vers Pointe-de-Sainte-Foy ou Beauport

### Autobus interurbains
- Orléans Express (Montréal, Mauricie et Bas-Saint-Laurent, Gaspésie)
- Intercar (Saguenay, Lac-Saint-Jean et Charlevoix, Côte-Nord)
- A1 (Thetford Mines)
- Autobus Breton (Beauce)
- La Québécoise (Drummondville, Victoriaville, Sherbrooke)
- Maritime Bus (Maritimes)

### Anciens chemins de fer desservant la gare du palais
- Chemin de fer Québec, Montréal, Ottawa et Occidental
- Chemin de fer Québec et Lac-St-Jean
- Chemin de fer Québec, Montmorency et Charlevoix
- Chemin de fer National Transcontinental
- Chemin de fer Intercolonial
- Chemin de fer Québec Central